# Abra (Caniçal)
Abra é um sítio da freguesia do Caniçal, Ilha da Madeira, que contorna e domina com picos elevados a Baía d' Abra, na Ponta de São Lourenço.